# Cryptochironomus tshernovskii
Cryptochironomus tshernovskii är en tvåvingeart som först beskrevs av Vertshinn 1962. Cryptochironomus tshernovskii ingår i släktet Cryptochironomus, och familjen fjädermyggor.
Artens utbredningsområde är Estland. Inga underarter finns listade i Catalogue of Life.